# Shaoguan
Shaoguan, tidigare romaniserat Shiuchow eller Shiukwan, är en stad på prefekturnivå i Guangdong-provinsen i södra Kina. Den ligger omkring 200 kilometer norr  om provinshuvudstaden Guangzhou.
Orten var tidigare känd som Shaozhou (kinesiska: 韶州?, pinyin: Sháozhōu).

## Näringsliv
Staden är en viktig industristad och har ett stort järnverk i Qujiang. 

## Historia och sevärdheter
Centralt i själva staden står Fengcaitornet, som byggdes under Mingdynastin. Söder om tornet ligger Dajianklosteret som kan spåras tillbaka till 660. Shaoguan är också känt för berget Danxiashan, som är beläget i Renhua härad i norra delen av prefekturen.
Nära Shaoguan, i distriktet Qujiang, finns staden Maba, känd för fyndet av Mabamannen, "Kinas neandertalere". I nära anslutning till detta finns Nanhua-templet, från cirka år 700 e.Kr, vilket anses vara zenbuddismens vagga. 
År 1589 kom kände italienske missionären Matteo Ricci till Shaozhou och byggde en kyrka i kinesisk arkitektonisk stil. Den finns inte längre.
Sommaren 2009 sammandrabbade hankinesiska och uiguriska arbetare i en leksaksfabrik i staden, då minst två uigurer avled och flera skadades. Detta utlöste upploppen i Ürümqi juli 2009.

## Administrativ indelning
Staden består av tio orter på häradsnivå:
| Shaoguan                                                                          | Shaoguan                                                                          | Shaoguan                                                                          | Shaoguan                                                                          | Shaoguan                                                                          | Shaoguan                                                                          | Namn      | Kinesiska      | Pinyin                 | Typ                           | Befolkning (2020) | Yta (km²) | Befolknings- täthet (inv/km²) |
| --------------------------------------------------------------------------------- | --------------------------------------------------------------------------------- | --------------------------------------------------------------------------------- | --------------------------------------------------------------------------------- | --------------------------------------------------------------------------------- | --------------------------------------------------------------------------------- | --------- | -------------- | ---------------------- | ----------------------------- | ----------------- | --------- | ----------------------------- |
| Wujiang Zhenjiang Qujiang Shixing Renhua Wengyuan Xinfeng Ruyuan Lechang Nanxiong | Wujiang Zhenjiang Qujiang Shixing Renhua Wengyuan Xinfeng Ruyuan Lechang Nanxiong | Wujiang Zhenjiang Qujiang Shixing Renhua Wengyuan Xinfeng Ruyuan Lechang Nanxiong | Wujiang Zhenjiang Qujiang Shixing Renhua Wengyuan Xinfeng Ruyuan Lechang Nanxiong | Wujiang Zhenjiang Qujiang Shixing Renhua Wengyuan Xinfeng Ruyuan Lechang Nanxiong | Wujiang Zhenjiang Qujiang Shixing Renhua Wengyuan Xinfeng Ruyuan Lechang Nanxiong | Zhenjiang | 浈江区         | Zhēnjiāng qū           | Stadsdistrikt                 | 364 319           | 572       | 637                           |
| Wujiang Zhenjiang Qujiang Shixing Renhua Wengyuan Xinfeng Ruyuan Lechang Nanxiong | Wujiang Zhenjiang Qujiang Shixing Renhua Wengyuan Xinfeng Ruyuan Lechang Nanxiong | Wujiang Zhenjiang Qujiang Shixing Renhua Wengyuan Xinfeng Ruyuan Lechang Nanxiong | Wujiang Zhenjiang Qujiang Shixing Renhua Wengyuan Xinfeng Ruyuan Lechang Nanxiong | Wujiang Zhenjiang Qujiang Shixing Renhua Wengyuan Xinfeng Ruyuan Lechang Nanxiong | Wujiang Zhenjiang Qujiang Shixing Renhua Wengyuan Xinfeng Ruyuan Lechang Nanxiong | Wujiang   | 武江区         | Wǔjiāng qū             | Stadsdistrikt                 | 373 686           | 678       | 551                           |
| Wujiang Zhenjiang Qujiang Shixing Renhua Wengyuan Xinfeng Ruyuan Lechang Nanxiong | Wujiang Zhenjiang Qujiang Shixing Renhua Wengyuan Xinfeng Ruyuan Lechang Nanxiong | Wujiang Zhenjiang Qujiang Shixing Renhua Wengyuan Xinfeng Ruyuan Lechang Nanxiong | Wujiang Zhenjiang Qujiang Shixing Renhua Wengyuan Xinfeng Ruyuan Lechang Nanxiong | Wujiang Zhenjiang Qujiang Shixing Renhua Wengyuan Xinfeng Ruyuan Lechang Nanxiong | Wujiang Zhenjiang Qujiang Shixing Renhua Wengyuan Xinfeng Ruyuan Lechang Nanxiong | Qujiang   | 曲江区         | Qǔjiāng qū             | Stadsdistrikt                 | 290 455           | 1 621     | 179                           |
| Wujiang Zhenjiang Qujiang Shixing Renhua Wengyuan Xinfeng Ruyuan Lechang Nanxiong | Wujiang Zhenjiang Qujiang Shixing Renhua Wengyuan Xinfeng Ruyuan Lechang Nanxiong | Wujiang Zhenjiang Qujiang Shixing Renhua Wengyuan Xinfeng Ruyuan Lechang Nanxiong | Wujiang Zhenjiang Qujiang Shixing Renhua Wengyuan Xinfeng Ruyuan Lechang Nanxiong | Wujiang Zhenjiang Qujiang Shixing Renhua Wengyuan Xinfeng Ruyuan Lechang Nanxiong | Wujiang Zhenjiang Qujiang Shixing Renhua Wengyuan Xinfeng Ruyuan Lechang Nanxiong | Shixing   | 始兴县         | Shǐxīng xiàn           | Härad                         | 198 060           | 2 132     | 93                            |
| Wujiang Zhenjiang Qujiang Shixing Renhua Wengyuan Xinfeng Ruyuan Lechang Nanxiong | Wujiang Zhenjiang Qujiang Shixing Renhua Wengyuan Xinfeng Ruyuan Lechang Nanxiong | Wujiang Zhenjiang Qujiang Shixing Renhua Wengyuan Xinfeng Ruyuan Lechang Nanxiong | Wujiang Zhenjiang Qujiang Shixing Renhua Wengyuan Xinfeng Ruyuan Lechang Nanxiong | Wujiang Zhenjiang Qujiang Shixing Renhua Wengyuan Xinfeng Ruyuan Lechang Nanxiong | Wujiang Zhenjiang Qujiang Shixing Renhua Wengyuan Xinfeng Ruyuan Lechang Nanxiong | Renhua    | 仁化县         | Rénhuà xiàn            | Härad                         | 186 009           | 2 223     | 84                            |
| Wujiang Zhenjiang Qujiang Shixing Renhua Wengyuan Xinfeng Ruyuan Lechang Nanxiong | Wujiang Zhenjiang Qujiang Shixing Renhua Wengyuan Xinfeng Ruyuan Lechang Nanxiong | Wujiang Zhenjiang Qujiang Shixing Renhua Wengyuan Xinfeng Ruyuan Lechang Nanxiong | Wujiang Zhenjiang Qujiang Shixing Renhua Wengyuan Xinfeng Ruyuan Lechang Nanxiong | Wujiang Zhenjiang Qujiang Shixing Renhua Wengyuan Xinfeng Ruyuan Lechang Nanxiong | Wujiang Zhenjiang Qujiang Shixing Renhua Wengyuan Xinfeng Ruyuan Lechang Nanxiong | Wengyuan  | 翁源县         | Wēngyuán xiàn          | Härad                         | 322 482           | 2 175     | 148                           |
| Wujiang Zhenjiang Qujiang Shixing Renhua Wengyuan Xinfeng Ruyuan Lechang Nanxiong | Wujiang Zhenjiang Qujiang Shixing Renhua Wengyuan Xinfeng Ruyuan Lechang Nanxiong | Wujiang Zhenjiang Qujiang Shixing Renhua Wengyuan Xinfeng Ruyuan Lechang Nanxiong | Wujiang Zhenjiang Qujiang Shixing Renhua Wengyuan Xinfeng Ruyuan Lechang Nanxiong | Wujiang Zhenjiang Qujiang Shixing Renhua Wengyuan Xinfeng Ruyuan Lechang Nanxiong | Wujiang Zhenjiang Qujiang Shixing Renhua Wengyuan Xinfeng Ruyuan Lechang Nanxiong | Xinfeng   | 新丰县         | Xīnfēng xiàn           | Härad                         | 195 430           | 1 967     | 99                            |
| Wujiang Zhenjiang Qujiang Shixing Renhua Wengyuan Xinfeng Ruyuan Lechang Nanxiong | Wujiang Zhenjiang Qujiang Shixing Renhua Wengyuan Xinfeng Ruyuan Lechang Nanxiong | Wujiang Zhenjiang Qujiang Shixing Renhua Wengyuan Xinfeng Ruyuan Lechang Nanxiong | Wujiang Zhenjiang Qujiang Shixing Renhua Wengyuan Xinfeng Ruyuan Lechang Nanxiong | Wujiang Zhenjiang Qujiang Shixing Renhua Wengyuan Xinfeng Ruyuan Lechang Nanxiong | Wujiang Zhenjiang Qujiang Shixing Renhua Wengyuan Xinfeng Ruyuan Lechang Nanxiong | Ruyuan    | 乳源瑶族自治县 | Rǔyuán yáozú zìzhìxiàn | Autonomt härad för yao-folket | 187 276           | 2 299     | 81                            |
| Wujiang Zhenjiang Qujiang Shixing Renhua Wengyuan Xinfeng Ruyuan Lechang Nanxiong | Wujiang Zhenjiang Qujiang Shixing Renhua Wengyuan Xinfeng Ruyuan Lechang Nanxiong | Wujiang Zhenjiang Qujiang Shixing Renhua Wengyuan Xinfeng Ruyuan Lechang Nanxiong | Wujiang Zhenjiang Qujiang Shixing Renhua Wengyuan Xinfeng Ruyuan Lechang Nanxiong | Wujiang Zhenjiang Qujiang Shixing Renhua Wengyuan Xinfeng Ruyuan Lechang Nanxiong | Wujiang Zhenjiang Qujiang Shixing Renhua Wengyuan Xinfeng Ruyuan Lechang Nanxiong | Lechang   | 乐昌市         | Lèchāng shì            | Stad på häradsnivå            | 383 498           | 2 419     | 159                           |
| Wujiang Zhenjiang Qujiang Shixing Renhua Wengyuan Xinfeng Ruyuan Lechang Nanxiong | Wujiang Zhenjiang Qujiang Shixing Renhua Wengyuan Xinfeng Ruyuan Lechang Nanxiong | Wujiang Zhenjiang Qujiang Shixing Renhua Wengyuan Xinfeng Ruyuan Lechang Nanxiong | Wujiang Zhenjiang Qujiang Shixing Renhua Wengyuan Xinfeng Ruyuan Lechang Nanxiong | Wujiang Zhenjiang Qujiang Shixing Renhua Wengyuan Xinfeng Ruyuan Lechang Nanxiong | Wujiang Zhenjiang Qujiang Shixing Renhua Wengyuan Xinfeng Ruyuan Lechang Nanxiong | Nanxiong  | 南雄市         | Nánxióng shì           | Stad på häradsnivå            | 353 916           | 2 326     | 152                           |

## Klimat
Genomsnittlig årsnederbörd är 2 220 millimeter. Den regnigaste månaden är maj, med i genomsnitt 457 mm nederbörd, och den torraste är oktober, med 27 mm nederbörd.